# Fabian Malleier
Fabian Malleier (Merano, 4 de enero de 1998) es un deportista italiano que compite en luge en la modalidad doble.
Ganó tres medallas en el Campeonato Europeo de Luge entre los años 2019 y 2025. Participó en los Juegos Olímpicos de Pyeongchang 2018, ocupando el quinto lugar en la prueba por equipos.

## Palmarés internacional
| Campeonato Europeo | Campeonato Europeo    | Campeonato Europeo | Campeonato Europeo |
| Año                | Lugar                 | Medalla            | Prueba             |
| ------------------ | --------------------- | ------------------ | ------------------ |
| 2019               | Oberhof (Alemania)    | Medalla de oro     | Equipo             |
| 2020               | Lillehammer (Noruega) | Medalla de plata   | Equipo             |
| 2025               | Winterberg (Alemania) | Medalla de bronce  | Equipo             |